# The Fairyland Story
The Fairyland Story (フェアリーランドストーリー?, Fearīrando Sutōrī) è un videogioco a piattaforme a schermate singole prodotto nel 1985 dalla software house giapponese Taito. Protagonista è Ptolemy, una piccola strega in grado di trasformare i nemici in dolci con la sua magia.
Il titolo è nato come coin-op per poi essere convertito solo per gli home computer MSX e Sharp X68000; una versione per il NES ad opera di Tose era ultimato, ma poi cancellato. Solo in anni recenti è riapparso all'interno della raccolta di giochi Taito Legends 2 dedicata al retrogaming targato Taito.

## Trama
Alfalfa è un regno pacifico situato sulla frontiera settentrionale di Fairyland. I residenti hanno misteriosi poteri magici e con essi affinano insieme le loro abilità magiche. Tuttavia, un giorno, una malattia infettiva si diffonde in tutto il regno, e la maggior parte dei residenti (compreso il re Alfalfa III) si mettono a letto con la febbre.
Ptolemy, la figlia del re, che è anche una strega benevola, si prende cura dei malati e scopre che la causa della devastazione è stata un disastro provato dal potere magico della grande lucertola Dracolisk che ha trovato fuori. La lucertola libera molti mostri tutti in una volta e attacca Alfalfa. I mostri si impadroniscono del regno e rubano il suo simbolo, la Sacra Gemma. Per salvare il regno, Ptolemy e il suo amico Rodemy intraprendono un viaggio, cercando quindi di sconfiggere i nemici e recuperare la gemma.

## Modalità di gioco
Il giocatore in The Fairyland Story controlla la strega Ptolemy attraverso i 101 unici livelli, con l'obiettivo di sconfiggere tutti i nemici in ogni schermata. L'arma principale di Ptolemy è la magia, consistente in una serie di onde concentriche sparate dalla bacchetta magica, che trasformerà temporaneamente i nemici in grandi torte. Mentre sono in una forma "incrostata", i nemici possono essere distrutti da ulteriori attacchi magici o facendoli cadere da una piattaforma, schiacciando eventualmente altri nemici sottostanti. Schiacciare più di un nemico si traduce in un premio di più punti e, a volte, in bonus extra. Vengono assegnati 2000 punti per aver schiacciato un nemico sotto una torta, con ogni nemico aggiuntivo che raddoppia il numero di punti assegnati. Se due o più nemici vengono uccisi contemporaneamente in un punto, apparirà una moneta in quel punto, che può essere raccolta per punti aggiuntivi e, se ne vengono raccolte di più, si moltiplicheranno in punti, finché il giocatore non perde una vita.
I nemici possono essere trasformati anche quando sono a mezz'aria, col risultato che la torta così ottenuta andrà direttamente a spiaccicarsi per terra. Da notare che anche i nemici stessi spostandosi possono muovere le torte: in certi casi è possibile sfruttare ciò a proprio vantaggio, evitando però che Ptolemy stessa venga schiacciata da una torta.
I nemici di Ptolemy sono basati su tipici esseri fantasy, tra cui cavalieri simili a maiali, creature miste tra salamandre e draghi che possono sputare fuoco, maghi che possono far rimpicciolire e scomparire Ptolemy, chierici che possono moltiplicarsi, golem e spettri, questi ultimi incappucciati che possono attraversare la magia di Ptolemy. Se la protagonista impiega troppo tempo per liberare un livello da un ultimo nemico rimasto, alla fine quel nemico scomparirà senza ricevere punti, ma potrebbe fare anche l'apparizione di un diavolo volante, il quale è invulnerabile alla sua magia e l'unico modo per sopravvivere è che lei elimina in fretta tutti i nemici rimasti.
Le morti di Ptolemy sono animate in modi diversi, a seconda del nemico che la uccide. A volte può raccogliere alcuni bonus di utilità che aumentano il suo potere e la portata della sua magia per un breve periodo o bonus offensivi che, il più delle volte, si traducono nella trasformazione in torta e nella distruzione di tutti i nemici sullo schermo. Infine, una particolarità del gioco è che, mentre il contatto coi nemici è letale, saltare loro in testa non lo è, anzi in questo modo si può sfruttarli come "mezzo di trasporto" per accedere a zone altrimenti irraggiungibili.

## Eredità
The Fairyland Story non è mai stato uno dei titoli di punta della Taito, tuttavia alcune idee e particolarità presenti nel gioco saranno riproposte in giochi successivi, oppure verranno tributati alcuni camei ai personaggi, cosa frequente nell'ambito dei giochi della compagnia. Alcuni esempi:
- La saga di Bubble Bobble - alcuni bonus del gioco vengono riproposti all'interno di questa serie, come ad esempio la tiara che evoca una pioggia di stelle che eliminano i nemici con cui entrano in contatto, o il libro della morte che elimina tutti i nemici sullo schermo.
  - Rainbow Islands - la prima isola segreta, Magical Island, è un tributo a The Fairyland Story, di cui riprende le ambientazioni e i nemici contro cui si combatterà. Alcuni di essi hanno anche nuove abilità, come i golem che sono in grado di lanciare bombe.
  - Bubble Symphony - Ptolemy (con lo sprite originale) è uno dei personaggi di supporto al giocatore, in grado di trasformare i nemici in tortine che possono poi essere raccolte per fare punti.
- Don Doko Don - nei livelli avanzati del gioco (da 41 a 50 e ancora da 91 a 100) ritroviamo il bruco, che si comporta esattamente come in Fairyland Story. Inoltre, si può pensare che l'aspetto di alcuni nemici in queste serie di livelli sia un omaggio a The Fairyland Story, dato che vi sono maghi, cavalieri, golem, fantasmi e un drago come boss, anche se disegnati in modo totalmente differente.
- The NewZealand Story - un livello nascosto, accessibile solo tramite warp, è composto da piattaforme con sembianze di Ptolemy.